# Дикинсон (округ, Айова)
Ди́кинсон (англ. Dickinson County) — округ в США, штате Айова. На 2000 год численность населения составляла 16 424 человек. По оценке бюро переписи населения США в 2009 году население округа составляло 16 623 человек. Окружным центром является город Спирит-Лейк.

## История
Округ Дикинсон был сформирован 15 января 1851 года.

## География
Согласно данным Бюро переписи населения США площадь округа Дикинсон составляет 986 км².

### Основные шоссе
- Шоссе 71
- Автострада
- Автострада

### Соседние округа
- Джэксон, Миннесота  (север)
- Эммет  (восток)
- Клей  (юг)
- Осеола  (запад)

## Демография
По данным переписи населения 2000 года в округе проживало 16 424 жителей. Среди них 19,5 % составляли дети до 18 лет, 21,5 % люди возрастом более 65 лет. 50,7 % населения составляли женщины.
Национальный состав был следующим: 98,7 % белых, 0,2 % афроамериканцев, 0,3 % представителей коренных народов, 0,3 % азиатов, 1,1 % латиноамериканцев. 0,5 % населения являлись представителями двух или более рас.
Средний доход на душу населения в округе составлял $21929. 7,9 % населения имело доход ниже прожиточного минимума. Средний доход на домохозяйство составлял $50185.
Также 89,2 % взрослого населения имело законченное среднее образование, а 21,3 % имело высшее образование.